# The Dove and the Serpent (film 1912)
The Dove and the Serpent è un cortometraggio muto del 1912 diretto da Francis J. Grandon.

## Produzione
Il film fu prodotto da Carl Laemmle per l'Independent Moving Pictures Co. of America (IMP). Venne girato in California.

## Distribuzione
Distribuito dall'Universal Film Manufacturing Company, il film - un cortometraggio in una bobina - uscì nelle sale cinematografiche statunitensi il 4 aprile 1912.